# Молодечненський замок
Молодечненський замок — центр оборони середньовічного Молодечно, який був побудований на правому заболоченому березі річки Уша та існував у XIV—XVIII століттях.

## Архітектура та стиль
Фортеця розташовувалася на острові і на той час була досить грізним укріпленням. Під час будівництва будівельники успішно використовували низький заболочений рельєф та природні укріплення. Під час будівництва була побудована дамба, ділянка 120×80 м вимощена колодами в болоті, а штучна платформа заввишки 4 м засипана гравієм і піском. Зведено піщано-глинисті вали заввишки до 3,5 м і завширшки 11 м вздовж її краю. За земляними валами містилися система укріплень із колод. Спочатку були оборонні стіни та вежі, включаючи в'їзну браму. Замок був оточений ровом з водою. Краєм рову проходив ще один земляний вал, який спирався на валуни.
У XVII ст. замок був модернізований. Для посилення боєздатності біля підніжжя земляних валів було встановлено паркан із загострених колів, замість кутових веж побудовані бастіони голландського типу. Це відповідало змінам у тактиці оборони та облоги. Для запобігання зсувів біля підніжжя бастіонів була встановлена огорожа стовпової конструкції, яка також повинна була стримувати наступаючих ворогів. Усередині валу, в місцях, прилеглих до воріт, насипи були укріплені кам'яними стінами.
На території замку був невеликий кам'яний храм, який існував протягом XVI-XVIII ст. За даними археологічних розкопок, він мав розмір 11×24 м і був розписаний фресками.

## Історія
Згідно з письмовими джерелами, 16 грудня 1388 року в Молодечненському замку новгород-сіверський князь Дмитро Ольгердович підписав послушний лист Великому Князю Литовському Ягайлу. Ця дата вважається першою письмовою згадкою про Молодечно. У різний час його власниками були князі Заславські, Мстиславські, Санґушки, Кишки, Огінські.
У 1519 р. (двічі) і 1533 р. замок був обложений новгородсько-псковськими воїнами на чолі з князем М. Кислицею і, ймовірно, згорів. Сліди пожежі у профілі замкового валу та культурного шару підтверджують неодноразові пожежі укріплень. У 1567 р. в Молодечному відбулися попередні перемовини між представниками Великого Князівства Литовського та Польщі щодо умов укладення Люблінської унії. На початку XVII ст. власником Молодечного був Лев Сапіга. Вважається, що Карл XII відвідував Молодечненський замок під час Північної війни.
У XVIII ст. Молодечно належало роду князів Огінських. Їхня резиденція містилася в замку. На подвір'ї замку був зведений світський палац, де була зібрана багата бібліотека та колекція картин. Власники замку створили цілі садово-паркові ансамблі зі штучними ставками, пагорбами, каналами, розпланували парк. Гордістю палацово-паркового комплексу були його оранжереї, де росли навіть апельсини, ананаси, лимони та гранати.
Під час війни між Росією та Францією 1812 року наполеонівські війська двічі проходили через Молодечно: під час нападу на Москву в червні та під час відступу в листопаді 1812 року. 22 листопада (за старим стилем) загони російської армії під командуванням О. Ярмолова, Ю. Чапліца, а також козаків М. Платова розбили французів під Молодечним. Битва під Молодечно була останньою в зимовій кампанії 1812 року. Втрати у війні 1812 року були дуже великими, замок наполовину зруйнований.
На початку XIX ст. Міхал Клеофас Огінський неодноразово відвідував свого дядька в Молодечному, а після його смерті, навесні 1814 року, він став власником Молодечненського замку. Міхал Клеофас не наважився на капітальний ремонт палацу. Половину будівлі з бібліотекою та колекцією музичних інструментів він передав аристократичній п'ятикласній повітовій школі.
Наприкінці XIX ст. замок повністю занепав.

## Сучасний стан
На місці замку залишились лише земляні вали, які вважаються пам'ятками археології. Згідно з державною програмою «Замки Білорусі», до 2014 року територію Молодечненського замчища мали облагородити.